# Monumento a Giordano Bruno

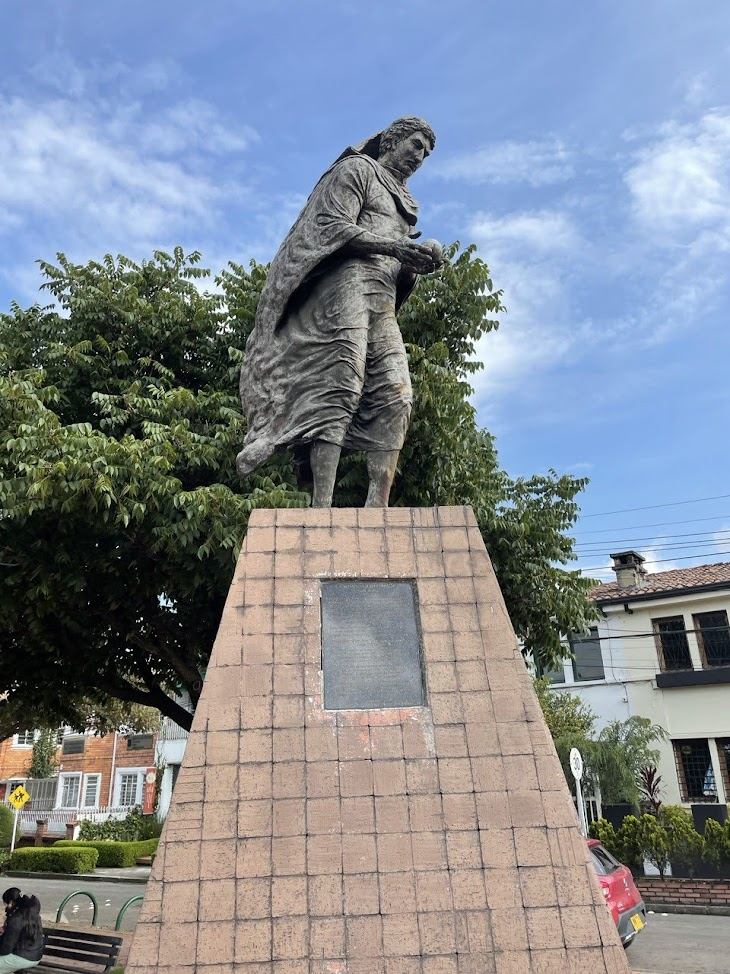

El monumento a Giordano Bruno fue realizado por el escultor Miguel Urrutia Mora en 1989, inaugurado el 29 de julio de 1990 en el barrio Quinta Camacho en la ciudad de Bogotá. En esta obra se contempla la esfera armilar que lleva en sus manos de forma simbólica, representando las ideas que promulgaba y los principios que defendía de Nicolás Copérnico dando como explicación que la Tierra no era el centro del universo y postulando la idea de un universo infinito.
Desde el 10 de diciembre de 2019 se encuentra al cuidado y protección de la embajada de Italia bajo el proyecto “Adopta un Monumento”. El monumento es una de las representaciones de la libertad, ya que Giordano Bruno fue sentenciado por la iglesia católica a la hoguera debido a sus ideales.

## Historia

Recorrido 360° al monumento Giordano Bruno en la ciudad de Bogotá.

El monumento a Giordano Bruno en la ciudad de Bogotá nace de un proyecto de recuperación del espacio público en el año de 1990, Allí se le da nombre y se instala en un parque en el barrio Quinta Camacho de la localidad de Chapinero. Su elaboración estuvo a cargo del escultor Miguel Urrutia Mora a la edad de 18 años. Esta escultura es una versión completa de la original que existe en Campo di Fiori en Italia, transmitiendo un carácter e impresiones vivaces del filósofo.
Durante esta época se desarrollaron obras de adecuación entre las carreras 9 y 10 con calle 69, donde anteriormente se ubicaba el parque llamado, coloquialmente, “huevo”, en el que se trazó la idea de conmemorar al célebre filósofo y astrónomo Giordano Bruno. Para el mes de julio de ese mismo año, se instaló la estatua y se perfeccionó la plaza conmemorativa.
En el año 2003 se llevaron a cabo obras para la optimización del parque, con la incorporación de una malla peatonal y la plazoleta donde se encuentra el monumento actualmente. Alrededor del año 2019 el monumento está a cargo de la embajada de Italia en Bogotá.
La figura está hecha en bronce, de modo que a lo largo de la historia ha estado en la mira de ladrones que buscan destruirla para re-venderla, debido a esto, los habitantes del sector han contribuido a la vigilancia del monumento.

## Descripción
El monumento, que mira hacia los cerros orientales,  está situado sobre un pedestal de ladrillo y cemento. Las ropas del personaje evocan la resistencia, de una persona que camina contra el viento, simbolizando su apego a sus creencias e ideales que lo caracterizaron como un mártir del humanismo; lo cual hace que la obra contemple un elemento de fuerte carácter simbólico: la esfera armilar en las manos de Bruno, que representa las ideas que promulgaba, y estás mismas que lo llevaron a la hoguera. En el pedestal hay una placa en la que se lee lo siguiente:

### Placa 1
GIORDANO FILIPPO BRUNO
Nola- Italia
1548-1600 
Filósofo y científico. Divulgó la teoría heliocéntrica copernicana que afirmaba que el sol era el centro del universo y no la tierra. Planteó igualmente que el universo es infinito, qué estaba formado por la misma la tierra, y que incluso podría existir múltiples universos y no uno solo como lo sostenía la teoría aristotélica demostrando así, ser un hombre pensamiento estaba muy adelantado para su época. Fue condenado a mor
ir en la hoguera víctima de la intolerancia de sus perseguidores el 17 de febrero, de 1600. 
Bruno, libre pensador, se preguntó por el sentido de ser y de vivir, murió con valor al defender sus ideas y nunca retractarse. Su legado vive en el presente, en quienes reconocemos su grandeza
FRAGMENTOS DEL POEMA DE GIORDANO BRUNO A SUS VERDUGOS

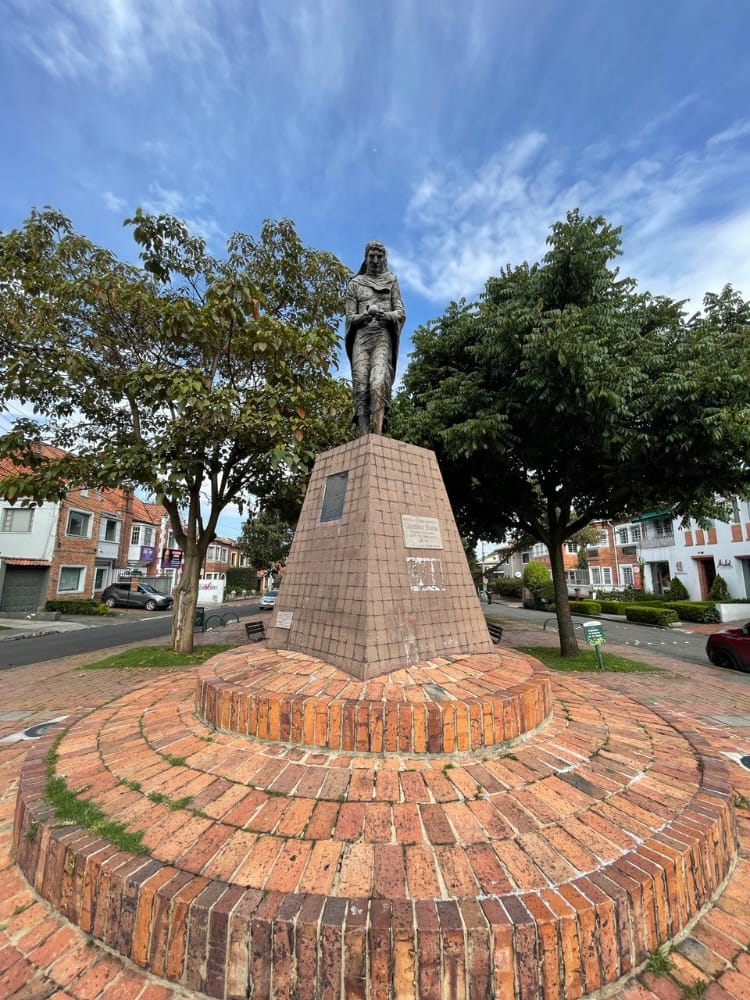
Plano contrapicado del monumento a Giordano Bruno en la ciudad de Bogotá.

“Decid, ¿Cuál es mi crimen? Lo sospecháis siquiera? 
Y me acusáis. ¡sabiendo que nunca delinquí! 
Quemadme, que mañana. Donde encendáis la hoguera,
Levantará la historia una estatua para mi “...
” Mas sois siempre los mismos, los viejos fariseos.
Los que oran y se postran donde los pueden ver,
fingiendo fe, sois falsos llamando a Dios, ateos
!Chacales que un cadáver buscáis para roer! “…
...¡Más basta! … ¡Yo os aguardo! Dad fin a vuestra obra. 
¡Cobardes! ¿Qué os detiene?... ¿Teméis al porvenir? 
¡Ah! … Tembláis … Es porque os falta la fe que a mi me sobra... 
Miradme … Yo no tiemblo .. ¡Y soy quien va a morir! “...

FUNDACIÓN CULTURAL NUEVA ACROPOLIS 
17 DE FEBRERO DE 1600-17 DE FEBRERO DE 2013

### Placa 2

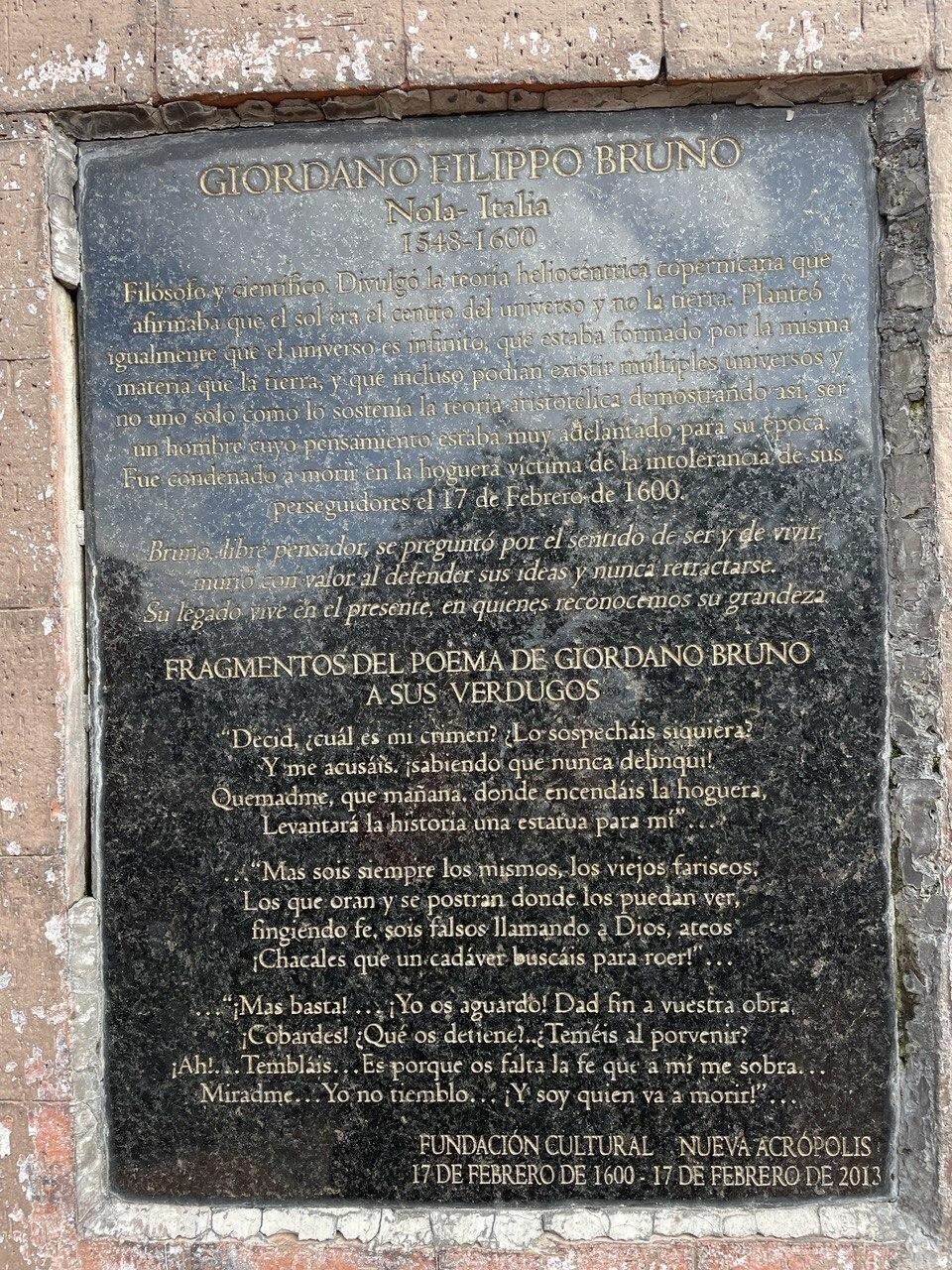
Placa sur oriental del monumento.

"AGRADECE LA COLABORACIÓN DE
ESCULTOR MIGUEL URRUTIA.
ALCALDÍA MAYOR DE BOGOTÁ
Y LAS FIRMAS
CONCRETOS PREMEZCLADOS S.A
ANDERCO S.A
BOGOTÁ JULIO 1990"

### Placa 3
"HOMENAJE DE NUEVA ACRÓPOLIS A 
Giordano Bruno 
FILÓSOFO Y HUMANISTA 
MÁRTIR DEL RENACIMIENTO 
1548 – 1600. 
BOGOTÁ JULIO 1990"
La obra se ubica en el costado oriental del parque que lleva el nombre del filósofo y astrónomo Giordano Bruno, en una pequeña plazoleta construida alrededor del monumento.

#### Materiales y dimensiones
El monumento tiene unas dimensiones de 1,5m de alto, 50cm x 50cm de superficie. Fue realizada con la técnica de bronce fundido. Se trata de una escultura de tamaño casi natural, de un hombre cubierto con una manta que tiene en sus manos una esfera armilar.

## Restauración del monumento

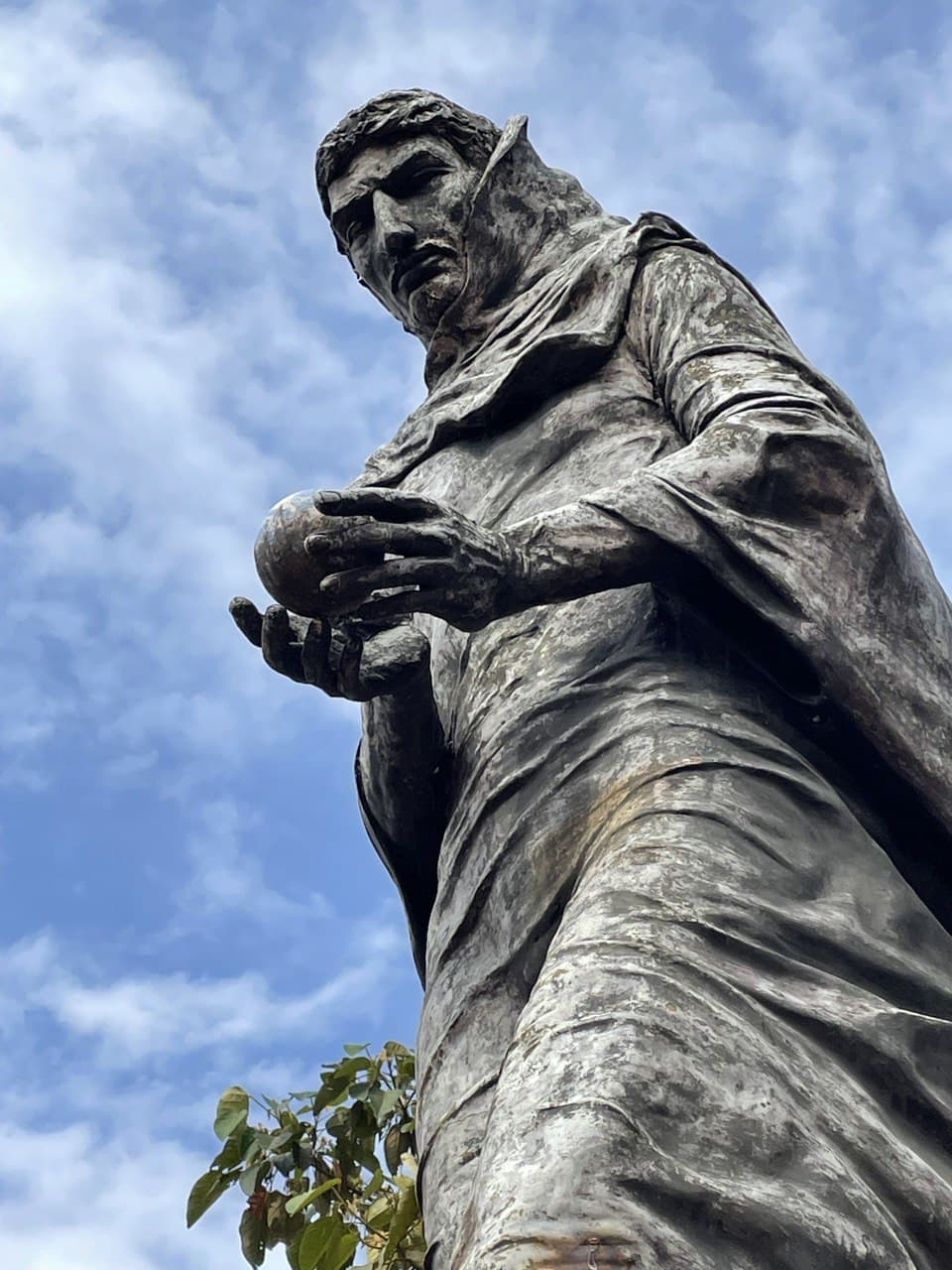
En esta fotografía se puede apreciar el monumento a Giordano Bruno desde el plano contrapicado.

Se realiza un mantenimiento respecto a la retina anticorrosiva cada 10 años. Esta intervención se da gracias al programa “adopta un monumento”  que es en una campaña que se implementó el 10 de diciembre de 2019 por parte de la Alcaldía Mayor de Bogotá en el gobierno de Enrique Peñalosa. En este programa la Embajada de Italia. adopta 24 monumentos entre los cuales se encuentra el monumento a Giordano Bruno.  El mantenimiento se realiza a través del programa del Instituto Distrital de Patrimonio Cultural (IDPC) con el fin de proteger el patrimonio cultural desde el sentido de promover la educación, divulgación y restauración de los bienes inmuebles del distrito, en donde cualquier persona natural y/o jurídica puede colaborar con sus cuidados. No obstante, la información sobre sus restauraciones es muy escasa, puesto que los cuidados se realizan por personas naturales y/o jurídicas que no tienen la responsabilidad de hacer público dicho mantenimiento.
El monumento de Giordano Bruno a noviembre del 2021 se encuentra en condiciones óptimas, sin embargo, denota algunos rasgos de oxidación del bronce (pátina), por afectaciones indirectas a causa de la lluvia y contaminación atmosférica. A medida que han aumentado los niveles de contaminación atmosférica, como resultado de la industrialización, han incrementado los niveles de corrosión afectando a los monumentos hechos en bronce, disminuyendo su belleza y valor, provocando que se vean deteriorados y mal conservados.
Su daño más visible proviene de la pega de carteles debido a las manifestaciones que se han presentado a su alrededor, no obstante, no han sido graves ya que se han solucionado gracias al cuidado por parte de la comunidad. El monumento cuenta con una seguridad proporcionada por la Embajada italiana y la protección de las tiendas aledañas al parque donde se ubica (Parque Giordano Bruno, barrio Quinta Camacho).